# フッ化水素アンモニウム
フッ化水素アンモニウム（英語: ammonium bifluoride）は、化学式が [NH
4][HF
2] または、[NH
4]F ·  HF で表される無機化合物である。アンモニアとフッ化水素から合成する。無色の塩で、ガラスエッチング剤として使われる。

## 構造
フッ化水素アンモニウムは、アンモニウムカチオン（[NH
4]+
）とビフルオリド（二フッ化水素イオン）アニオン（[HF
2]−
）を含む。三原子のビフルオリドは、155 kJ/molを超える結合エネルギーと114 pmのH-F長 を持つ強力な三中心四電子結合（具体的には対称性水素結合）を特徴とする。
固体のフッ化水素アンモニウムは他のフッ化物塩と類似している。結晶系は直方晶系と考えられており、各カチオンは4つのアニオンと四面体で配位している（逆も同様）。アンモニウムイオン中の水素原子はフッ素原子と水素結合を形成し、その結果、N-H-Fはほぼ同一直線上にある。この水素結合の結果、この結晶構造はフッ化水素カリウムやフッ化水素ルビジウムなどの他のフッ化水素塩とは異なる。結晶は不安定で、空気に触れると急速に分解する。

## 合成と用途
フッ化水素アンモニウムはエッチング剤の成分である。ガラスのシリカ成分を攻撃する。
SiO
2 + 4 [NH
4][HF
2] → SiF
4 + 4 [NH
4]F + 2 H
2O
フッ化水素カリウムは、より一般的に使われるエッチング剤である。
フッ化水素アンモニウムは、ヘキサフルオロケイ酸からフッ化水素酸を合成する際の中間体として考えられてきた。したがって、ヘキサフルオロケイ酸は加水分解されてフッ化アンモニウムを与え、これが熱分解してビフルオリドを与える。
H
2[SiF
6] + 6 NH
3 + 2 H
2O → SiO
2 + 6 [NH
4]F
2 [NH
4]F → NH
3 + [NH
4][HF
2]
得られたフッ化水素アンモニウムはフッ化水素ナトリウムに変換され、熱分解してHFを放出する。

## 毒性
フッ化水素アンモニウムは摂取すると有毒であり、皮膚を腐食する。皮膚に触れた場合は、水で洗い流した後、グルコン酸カルシウムで処理する必要がある。水中では、フッ化水素アンモニウムはフッ化水素酸と化学平衡状態にあり、加熱するとフッ化水素ガスが発生する。したがって、フッ化水素酸と同等の毒性学的リスクがあり、同じ安全予防措置が適用される。
フッ化水素アンモニウムは一部の自動車用ホイール洗浄剤に使用されている。この製品による危険性を使用者が認識していなかったために、多くの負傷者が出ている。フッ化水素アンモニウムをベースとした製品は、フッ化水素酸よりも安全な代替品と見なされることが多いが、それでも取扱者には明らかなリスクがある。 フッ化水素アンモニウム、フッ化アンモニウム、フッ化水素酸は、Professional Car Washing and Detailing 誌によって「洗車環境での使用は危険すぎる」とされており 、これは2015年のアメリカ疾病予防管理センターの報告書と一致するアドバイスである。